# Trapeso
Der Trapeso, auch Trappaso, Trapasso  oder Trapaso,  war ein italienisches Gewichtsmaß. Als Gold- und Silbergewicht kannte man das Maß auf Malta und in dem Königreich der beiden Sizilien.
- 1 Trapeso = 0,89 Gramm
- 1 Rotolo = 1000 Trapesi = 0,890997 Kilogramm[3]

Unbedeutende Unterschiede bestanden in den Regionen nur in den Zuordnungen der anderen Maße.
Malta:
- 1 Oncia = 32 Trapesi
- 1 Lira =  384 Trapesi
- 1 Trapeso = 18 Grani = 21/25 Gramme

Sizilien und Neapel:
- 1 Libbra = 360 Trapesi = 320,759 Grammen
- 1 Trapeso = 0,89 Grammes
- 1 Oncia = 32 Trapesi = 600 Acini = 9/10 Gramme